# ジーン・タニー
ジーン・タニー（Gene Tunney、1897年5月25日 - 1978年11月7日）は、アメリカ合衆国のプロボクサー。1926年から1928年にかけてのプロボクシング世界ヘビー級王者。

## 経歴・人物
本名はジェームズ・ジョセフ・タニーで、ニューヨークのグリニッジ・ヴィレッジの出身。ボクシング好きだった沖仲仕の父からグローブを貰ったことをきっかけにボクシングを始めた。15歳で船会社に勤めた後、19歳で海兵隊に志願する。軍内部のボクシング試合で頭角を現し、派兵された第一次世界大戦下のフランスでアメリカ師団のライトヘビー級王者となり、“戦う海兵”（The Fighting Marine）の異名を取った。1915年にプロへ転向。
ディフェンスに優れた技巧派で、プロのキャリアでの敗北はただ一度、“人間風車”と謳われた後のミドル級世界王者、ハリー・グレブとの米国ライトヘビー級タイトルマッチであった。名うてのダーティ・ファイター、グレブの反則技に苦しめられての15ラウンド判定負けだったが、その後はグレブのファイトを徹底的に研究し、誰もが再戦を避けると言われたグレブを3度にわたって下している。
1926年9月23日、フィラデルフィアで強打の名王者ジャック・デンプシーの持つ世界ヘビー級タイトルに挑戦、フットワークと左右のストレートでデンプシーの強打を封じて判定勝利を収め、世界ヘビー級チャンピオンとなる。1927年9月22日、シカゴでデンプシーとの再戦に臨んだが、7回にデンプシーの左フックを受けダウンを喫するピンチに陥る。ダメージは大きかったが、レフェリーのデイブ・バリーはデンプシーがニュートラル・コーナーに行かず倒れたタニーの傍に立ったままだった（ただし、これはデンプシーの悪習だった。）ため、約5秒間カウントを開始しなかったことが幸いしタニーは8カウントで辛うじて立ち上がることができた。インターバルで回復したタニーは、8回には逆に右ストレートでデンプシーをダウンさせ判定勝ちで初防衛を飾った。このハプニングにより本試合は「ザ・ロング・カウント・ファイト」、ロングカウント事件として歴史に残ることとなった。
1928年7月26日、ヤンキー・スタジアムでトム・ヒーニーを下し二度目の防衛を達成した後、鉄鋼王アンドリュー・カーネギーの遺産相続者である富豪、ポーリー・ロウダーとの婚約、及びボクシングからの引退を表明した。
デンプシーの他に、タニーが下した有名なボクサーには後の世界ライトヘビー級王者トミー・ローランが、デンプシーに善戦した強豪のトミー・ギボンズ、ジョルジュ・カルパンティエらがいる。
引退後もタニーは実業家として14もの事業に関係、成功を収めている。現役中からシェイクスピアや哲学書を愛読し、劇作家ジョージ・バーナード・ショーとも親交のあったインテリでもあり、後年、イェール大学で講師としてシェイクスピアを講じた。また俳優の仕事も短期間行い、1926年にThe Fighting Marineなどに出演した。なお、この映画のフィルムは現在は残っていない。
タニーは1928年度のリングマガジン ファイター・オブ・ザ・イヤーに選ばれ、1980年には世界ボクシング殿堂、1990年には国際ボクシング名誉の殿堂博物館に収められた。
息子のジョン・タニーは1965年から1977年までカリフォルニア州選出のアメリカ合衆国上院議員やアメリカ合衆国下院議員を務めた。
1978年、病気のため81歳で没した。タニーの死後、その亡骸はコネチカット州スタンフォードのロングリッジ・ユニオン墓地に葬られた。

## 通算戦績
83戦77勝（45KO)1敗3引分

## ファイトスタイル
タニーはこの頃のトップ選手の中では珍しく、ボクシングの試合をチェスのように考えて組み立てていた。早くからデンプシー打倒を目標とし、そのために7年計画を立てていたという。脆く傷つきやすかった拳の強化に意を用いたり、デンプシー戦に備えフットワークを強化するため、後ろ向きに走る練習を繰り返したとのエピソードもある。ジェームス・J・コーベットやベニー・レナードの影響を受け、俊敏なフットワークから鋭い左ジャブ、右ストレートを放ち、敵の動きを察知してカウンターを狙う戦法で幾多の強打者を抑えた。